# Springbrunnen des Reichtums

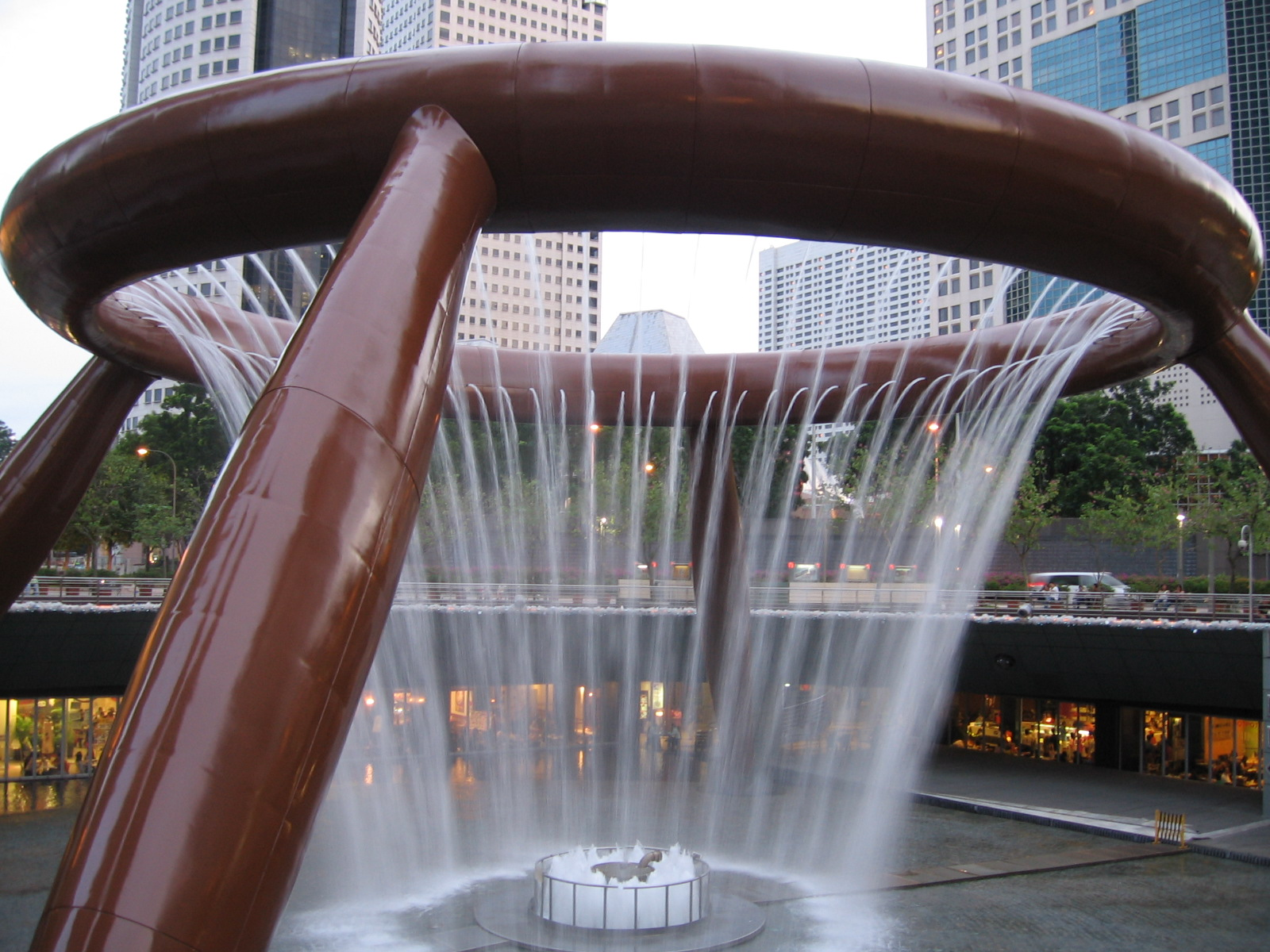
Der Springbrunnen des Reichtums in Suntec City, Singapur

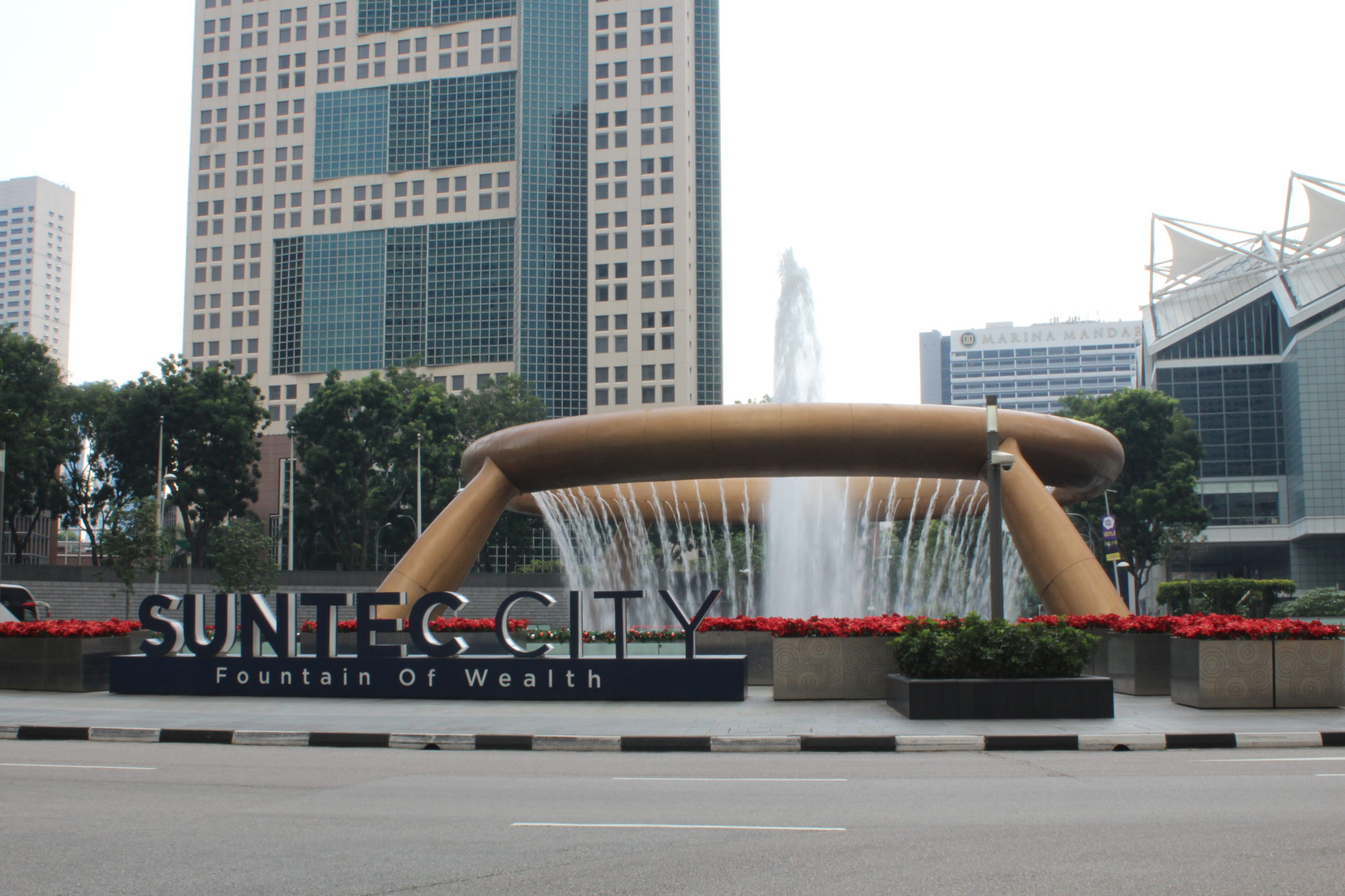
Übersicht Springbrunnen des Reichtums in Singapur

Der Springbrunnen des Reichtums (englisch Fountain of Wealth, chinesisch 財富之泉 / 财富之泉, Pinyin cáifù zhī quán) ist im Guinness-Buch der Rekorde von 1998 als der größte Brunnen der Welt eingetragen. Der Brunnen liegt in Suntec City, einer der größten Einkaufs-Malls von Singapur.
Zu bestimmten Tageszeiten ist der Brunnen ausgeschaltet und somit können die Besucher zu Fuß den inneren, kleinen Brunnen in der Mitte besuchen. Nachts wird der Brunnen ausgeschaltet, jedoch findet täglich von 20 bis 21 Uhr ein Laser-Lichtspiel statt, während es dazu Live-Musik gibt.

## Geschichte
Der Springbrunnen des Reichtums wurde 1995 gebaut, während der wichtigsten wirtschaftlichen Entwicklung von Suntec City.

## Struktur
Der Brunnen ist aus Bronze gefertigt und besteht aus einem kreisförmigen Ring mit einem Umfang von 66 Metern auf vier großen schrägen Säulen gestützt. Es nimmt eine Fläche von 1683 Quadratmetern ein und ist 13,8 Meter hoch.